# Крашевский, Люциан
Люциан Крашевский (пол. Lucjan Kraszewski, 24 июня 1820, Пружаны, Гродненская губерния, Российская империя — 2 февраля 1892, Гонятичи или Яалин) — белорусский и польский художник, фотограф, участник восстания 1863—1864.

## Биография
Из семьи землевладельцев. Братья Юзеф и Каэтан — польские писатели.
Окончил монастырскую школу в Лысково, гимназию в Свислочи, Дерптский (Тартуский) университет. После вернулся в семейное имение Долгое близ Пружан, женился на Стефании Сулковской.
Увлекался рисованием. В 1857 году посетил художественные галереи в Бельгии, Голландии, Германии где заинтересовался также фотографированием.
Участник польского восстания (1863—1864). За помощь повстанцам сослан в город Кунгур Пермской губернии, а его имение Выдерка конфисковано. Через три года Люциан был переведён под надзор полиции в Цивильск Казанской губернии, где открыл фотоателье. Сохранилось большое количество его фотоснимков, которые сейчас являются важным материалом для изучения Чувашии XIX века.
В 1868 году получил разрешение на возвращение в Царство Польское. После возвращения из ссылки продал свою часть имущества брату Каэтану. Жил в Варшае и в имении своей жены Стефании — Гонятичах.
Умер в Гонятичах (теперь в Хрубешувским повете Польши) либо в Яалине Пружанского уезда в 1892 году, похоронен на кладбище в Вишнице.

## Творчество
Иллюстрировал произведения своего брата Юзефа. Работал в жанрах рисунка, графики и акварели. Отображал особенности жизни Польши, Белоруссии и Литвы перед восстанием. Делал зарисовки памятников архитектуры и народных типов на Гродненщине.
Стал одним из первых фотохудожников и фоторепортёров в Белоруссии. На его фотозарисовках отображены Урал, Чувашия, Гродненщина, Брестчина, Люблинщина. Его произведения хранятся в Национальном музее Варшавы и Академии наук Украины. В Белоруссии произведений Люциана Крашевского нет.